# The Aluminum Group
The Aluminum Group es un grupo de pop de cámara con base en Chicago, Illinois, liderado por los hermanos John y Frank Navin, pero por la formación del grupo han pasado o colaborado músicos como Jeb Bishop, Edith Frost, Mikael Jorgensen (Wilco), Rob Mazurek, Doug McCombs (Tortoise), John McEntire (Tortoise), Nora O'Connor (The New Pornographers), Sean O'Hagan (The High Llamas), Jim O'Rourke, Jeff Parker (Tortoise), Sam Prekop (The Sea and Cake) y Sally Timms. Los Hermanos Navin se iniciaron musicalmente en la banda de hardcore Women in Love a mediado de los '80, para dedicarse a componer solos a mediado de los '90 influenciados por los sonidos de los '60 como el bossa nova y el pop de grupos como The Carpenters.
El nombre del grupo proviene de una línea de mobiliario diseñado por Charles y Ray Eames. Las colaboraciones con el grupo incluyen, además de los músicos, gente como los actores Lisa Zane, Amy Warren, Bill Loman y Geri Soriano, o el diseñador de Prada Fabio Zambernardi, quien aparece como productor del último LP del grupo, Little Happyness.

## Discografía
- Plano - 1998 (Minty Fresh Records)
- Introducing - 1999 (Marina Records)
- Wonderboy plus - 1999 (Minty Fresh Records)
- Pedals - 1999 (Minty Fresh Records)
- Pelo' - 2000 (Symbiotic / Hefty Records)
- Happyness - 2002 (Minty Fresh Records)
- More happyness - 2004 (Minty Fresh Records)[3]
- Little happyness - 2008 (Minty Fresh Records)